# ローラ・フェイ・スミス
ローラ・フェイ・スミス（Laura Faye Smith、1971年5月10日 -）は、アメリカ合衆国の女優、声優、即興演劇者、教師。オレゴン州立大学で演劇と英語のBachelor of Artsを取得。
カリフォルニア州ロサンゼルスを拠点として活動しており、マリオシリーズのキャラクターであるロゼッタ（スーパーマリオ 3Dワールド以降、大乱闘スマッシュブラザーズ SPECIAL等一部作品を除く。）・ベビィロゼッタのボイス（声）を担当していることで知られている。

## 出演

### テレビドラマ
- レバレッジ 〜詐欺師たちの流儀 Leverag（2009）[4]
- GRIMM/グリム Grimm（2014）[4]

### 映画
- 幸せへのまわり道 A Beautiful Day in the Neighborhood（2019）

### アニメ
- ジョジョの奇妙な冒険ストーンオーシャン（2022） - 役名表記無し（英語版）

### ゲーム
- ファイアーエムブレムif（2016）：主人公（英語版）[6]
- 原神（2020）：ノエル（英語版）[6]